# Astragalus saxorum
Astragalus saxorum är en ärtväxtart som beskrevs av George Simpson. Astragalus saxorum ingår i släktet vedlar, och familjen ärtväxter. Inga underarter finns listade i Catalogue of Life.